# Gewers, Kühn & Kühn
Gewers, Kühn & Kühn is een Berlijns architectenbureau, onder leiding van Georg Gewers en het echtpaar Oliver Kühn en Swantje Kühn. Oliver en Swantje werkten bij de Britse architect Richard Rodgers, terwijl Georg Gewers ervaring opdeed bij Norman Foster. Na de val van de Berlijnse Muur, startten zij in 1991 een architectenbureau in het bouwvallige Grand Hotel Esplanade op de Potsdamer Platz, met architect Eike Becker. Becker zou de firma later verlaten.
Hun eerste project was een hoofdkantoor voor VNG AG in Leipzig. Verder ontwierpen zij onder meer gebouwen voor de Raifeissenbank (Zossen), DaimlerChrysler Aerospace (Berlijn) en de Beierse Staatsopera in München (Marstallplatz Süd).
De architecten gaan uit van een humanistische en ecologische benadering. Invloeden en inspiratiebronnen zijn onder meer Frank Lloyd Wright, Renzo Piano, Jean Nouvel en Ken Yeang.

## Boeken
- Becker, Eike - Headquarters Building Verbundnetz Gas AG, Leipzig - Prestel Art, 1999
- Pro Architect 23: Gewers, Kühn & Kühn, 2003